# Wahlenbergia hederacea
La campanilla de hoja de yedra (Wahlenbergia hederacea) es una herbácea de la familia de las campanuláceas.

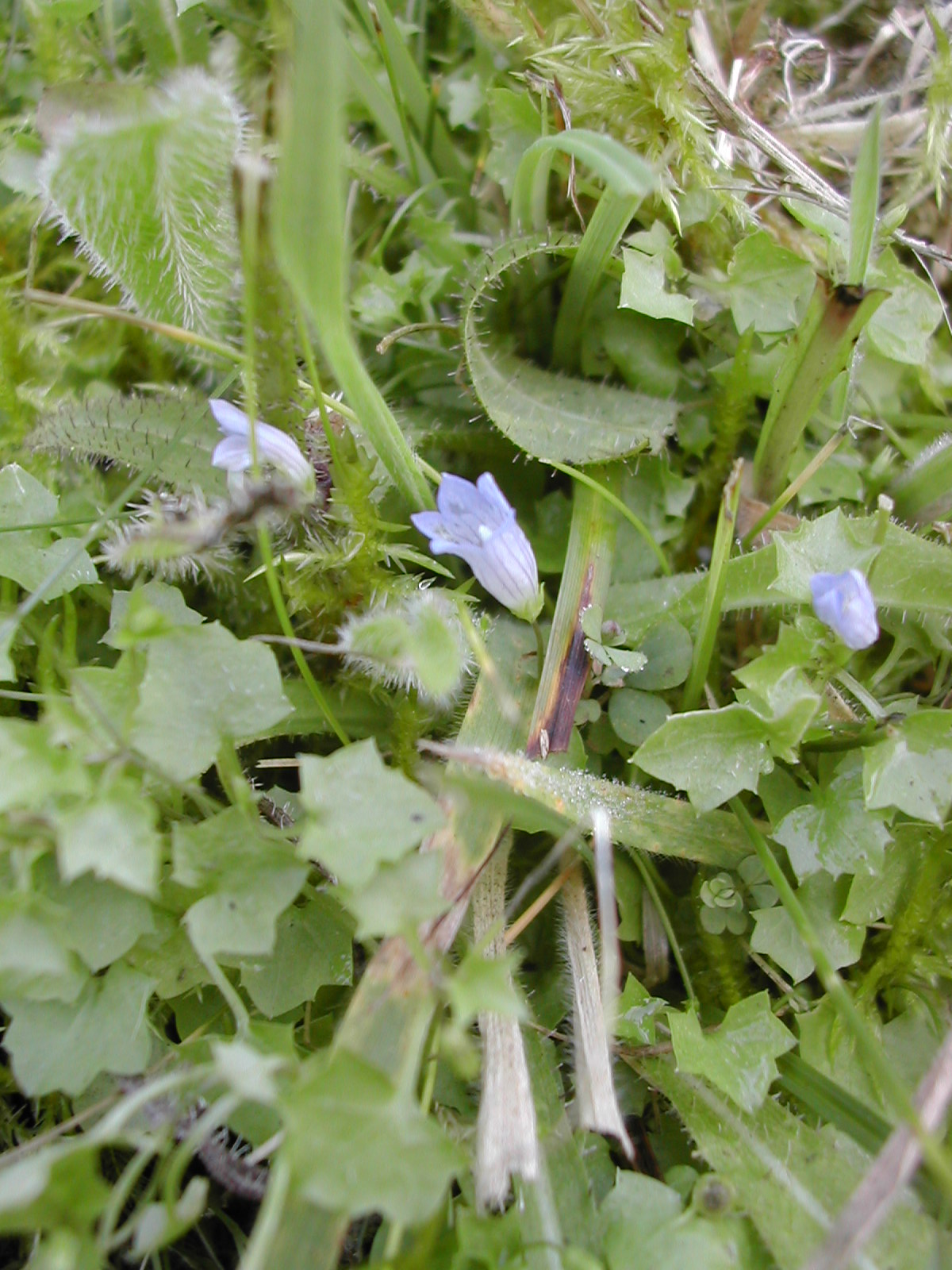
Detalle de la planta

## Descripción
Hierba perenne, glabra. Tallos tendidos en una buena parte de su longitud, de hasta 30 cm. Hojas pecioladas con el limbo de contorno orbicular-reniforme, ligeramente lobulado. Flores solitarias en las axilas de las hojas, con pedicelos de hasta 1 cm; cáliz de 5 lóbulos subulados; corola acampanada de color azul claro, de hasta 1 cm de longitud, rematada en 5 lóbulos. Fruto en cápsula dehiscente de (2-)4-5 valvas. Florece en primavera y verano.

## Hábitat
Frecuente en manantiales y arroyos. En brezales.

## Distribución
Bélgica, Gran Bretaña, Francia, Alemania, Irlanda, España y Portugal.

## Taxonomía
Wahlenbergia hederacea fue descrita por (L.) Rchb. y publicado en Iconogr. Bot. Pl. Crit. 5: 47 1827.
Etimología
Wahlenbergia: nombre genérico que fue otorgado en honor de Göran Wahlenberg, botánico,  pteridólogo, micólogo y algólogo sueco.
hederacea: epíteto que significa "como Hedera"
Sinonimia
- Campanula hederacea L., Sp. Pl.: 169 (1753).
- Roucela hederacea (L.) Dumort., Fl. Belg.: 58 (1827).
- Schultesia hederacea (L.) Roth, Enum. Pl. Phaen. Germ. 1(1): 690 (1827).
- Aikinia hederacea (L.) Salisb. ex Fourr., Ann. Soc. Linn. Lyon, n.s., 17: 112 (1869).
- Cervicina hederacea (L.) Druce, Fl. Berkshire: 324 (1898).
- Campanula hederifolia Salisb., Prodr. Stirp. Chap. Allerton: 127 (1796).
- Campanula pentagonophylla Vuk., Linnaea 26: 325 (1854).
- Valvinterlobus filiformis Dulac, Fl. Hautes-Pyrénées: 459 (1867).
- Campanopsis hederacea (L.) Kuntze, Revis. Gen. Pl. 2: 379 (1891).
- Wahlenbergia hederifolia (Salisb.) Bubani, Fl. Pyren. 2: 18 (1899), nom. superfl.
- Wahlenbergia stenocalyx Ingw., Gard. Chron., III, 115: 107 (1944).[5]